# Heinz Kruse
Heinz Kruse (* 29. August 1940 in Schleswig; † 29. Juli 2008 ebenda) war ein deutscher Opernsänger (Tenor).

## Leben und Wirken
Heinz Kruse sang zuerst in einem Kinderchor und absolvierte eine Lehre bei einer Krankenkasse. Seinen einzigen Gesangsunterricht erhielt er bei Traute Albers-Gisevius in Schleswig. Als Chorist begann er seine Sängerlaufbahn am Theater in Hof, dann am Stadttheater Bern und von 1966 bis 1968 am Staatstheater Stuttgart. 1968 wurde er als Tenorbuffo an das Theater Basel engagiert. Seine nächste Station war 1970 die Hamburgische Staatsoper, an der er seine ersten großen Erfolge in Buffo- und Charakterpartien feiern konnte. So sang er den Pedrillo in Die Entführung aus dem Serail, den Wenzel in der Verkauften Braut, die Hexe in Hänsel und Gretel, den David in den Meistersingern und zahlreiche andere Rollen. Gastspiele führten ihn 1978 an die Pariser Oper als Pedrillo, 1979 an die Oper von Toulouse als David und 1977 zu den Bayreuther Festspielen, wo er kleine Rollen im Tristan und im Parsifal übernahm. 1986 wirkte er bei den Schwetzinger Festspielen in der Uraufführung von Hans-Jürgen von Boses Die Leiden des jungen Werthers mit.
Seit 1987 als Heldentenor tätig, widmete er sich Partien wie dem Florestan im Fidelio (Staatstheater Mainz 1988), dem Erik im Fliegenden Holländer (Staatsoper Berlin 1991), dem Parsifal (Staatstheater Braunschweig 1988/89), dem Loge im Rheingold (Opernhaus Hannover 1991, Hamburg 1992), dem Siegmund in der Walküre (Hannover 1991), dem Tristan (Kiel 1991, Hamburgische Staatsoper 1996, Deutsche Oper Berlin 1996) und dem Kaiser in der Frau ohne Schatten (Braunschweig 1992, Semperoper Dresden 1996) sowie dem Walther von Stolzing in den Meistersingern (Karlsruhe 1992/93).
Ein Höhepunkt seiner Sängerkarriere war dann 1993 in Hamburg die Titelpartie im Siegfried, die er 1995 auch an der Deutschen Oper Berlin, 1994/95 am Théâtre du Châtelet in Paris und 1996 in Essen sang. Bei seinem Auftritt als Siegfried am Het Muziektheater in Amsterdam 1998 stürzte er nach seinem Kampf mit dem Drachen und renkte sich den Arm aus; die Vorstellung musste abgebrochen werden. Im Jahr 2000 sang er diese Rolle auch an der Wiener Staatsoper.
Sein Bühnenrepertoire umfasste auch noch den Cassio im Othello, den Hans in der Verkauften Braut, den Matteo in Arabella (Hamburg 1990), den Andrej Chowansky in Chowanschtschina (Hamburg 1994) und den Albi in Der Schatzgräber (Hamburg 1989). 1990 gastierte er am Opernhaus Leipzig als Max in Kreneks Jonny spielt auf. Darüber hinaus trat er als Oratorien- und Liedersänger auf, so etwa regelmäßig in der Hauptkirche St. Nikolai in Hamburg, wo er vor allem als Evangelist im Weihnachtsoratorium, in der Matthäus-Passion und der Johannes-Passion von J. S. Bach zu hören war.
2000 erlitt Kruse einen Schlaganfall, der seine Karriere beendete. Seine von ihm unterrichtete Tochter Svenja Kruse ist heute als Sopranistin tätig. Sein Sohn Björn Kruse (* 1968) arbeitet erfolgreich als Opern- und Theaterregisseur.
Kritiker und Publikum begeisterte Heinz Kruse mit seiner schönen und ausdrucksvollen Stimme, seine deutliche Artikulation ergab eine besondere Wortverständlichkeit.

### Aufnahmen (Auswahl)
- Jacques Offenbach: Die Banditen, Kölner Rundfunkorchester, Dirigent: Pinchas Steinberg, 1982
- Carl Maria von Weber/Gustav Mahler: Die drei Pintos, Münchner Philharmoniker, Dirigent: Gary Bertini, 1976
- Richard Wagner: Siegfried, Netherlands Philharmonia Orchestra, Dirigent: Hartmut Haenchen, 1999 (DVD)
- Richard Wagner: Götterdämmerung, Netherlands Philharmonia Orchestra, Dirigent: Hartmut Haenchen, 1999 (DVD)
- Peter Tschaikowsky: Pique Dame, Orchestre National de France, Dirigent: Mstislav Rostropowitsch, 1977
- Giuseppe Verdi: Die sizilianische Vesper, Philharmonisches Staatsorchester Hamburg, Dirigent: Nello Santi, 1977 (LP)
- Ernst Krenek: Jonny spielt auf, Gewandhausorchester, Dirigent: Lothar Zagrosek, 1991
- Paul Hindemith: Mathis der Maler, Kölner Rundfunk-Sinfonie-Orchester, Dirigent: Gerd Albrecht, 1990
- Franz Schreker: Die Gezeichneten, Deutsches Symphony-Orchester Berlin, Dirigent: Lothar Zagrosek, 1995/2012
- Alexander Zemlinsky: Der Traumgörge, Radio-Sinfonie-Orchester Frankfurt, Dirigent: Gerd Albrecht, 1988
- Alexander Zemlinsky: Eine florentinische Tragödie, Royal Concertgebouw Orchestra, Dirigent: Riccardo Chailly, 1997
- Norbert Schultze: Das kalte Herz, Kölner Rundfunkorchester, Dirigent: Norbert Schultze, 1994
- Jakub Jan Ryba: Böhmische Hirtenmesse, Kammerorchester St. Nikolai, Dirigent: Ekkehard Richter, 1981